# 莫翁
莫翁（法語：Mohon，法語發音：[mɔɔ̃]）是法国莫尔比昂省的一个市镇，位于该省东北部，属于瓦讷区。

## 地理
莫翁（48°3'10"N, 2°31'35"W）面积37.83 平方千米，位于法国布列塔尼大區莫尔比昂省，该省份为法国西北部沿海省份，位于布列塔尼半岛南部，北起阿摩尔滨海省、西接菲尼斯泰尔省，南濒大西洋，东南接大西洋卢瓦尔省，东临伊勒-维莱讷省。
与莫翁接壤的市镇（或旧市镇、城区）包括：拉特里尼泰-波罗埃特、梅内阿克、吉利耶、圣马洛-德特鲁瓦方丹、福日德拉努埃、普吕米约。

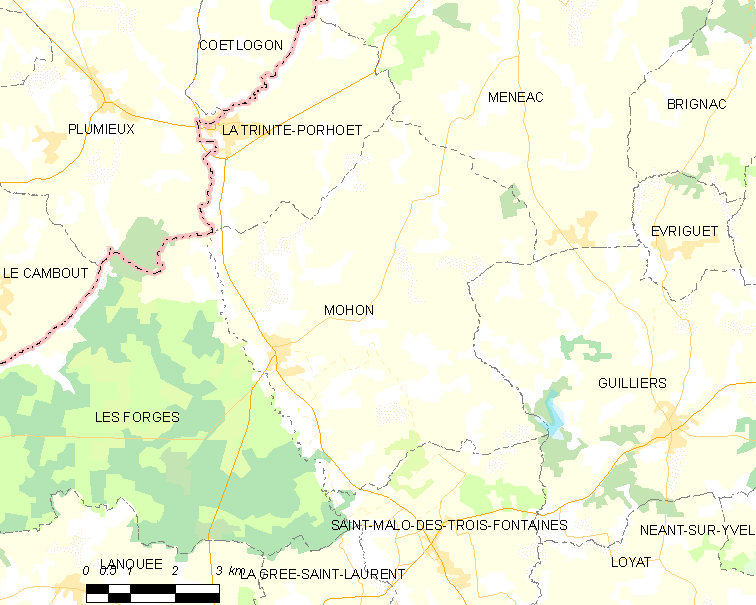
莫翁的OSM定位图

莫翁的时区为UTC+01:00、UTC+02:00（夏令时）。

## 行政
莫翁的邮政编码为56490，INSEE市镇编码为56134。

## 政治
莫翁所属的省级选区为普洛埃梅勒县。

## 人口

1962-2008年间莫翁人口变化图示

莫翁于2022年1月1日时的人口数量为988人。